# روشنی را احساس کن
«روشنی را احساس کن» (به انگلیسی: Feel the Light) نام تک‌آهنگی از جنیفر لوپز، خواننده و ترانه‌سرا آمریکایی است که به عنوان صدای فیلم برای پویانمایی خانه در سال ۲۰۱۵ منتشر شد.

## جدول‌ها
| نام جدول                       | بهترین موقعیت |
| ------------------------------ | ------------- |
| ترانه‌های برتر توییتر (بیلبورد) | ۱۶            |
| بیلبورد توییتر ریل تایم        | ۱             |
| ویتنام                         | ۱۲            |